# Școala Domnească din Fălticeni
Școala Domnească din Fălticeni este un monument istoric aflat pe teritoriul municipiului Fălticeni.
Școala și-a început activitatea în anul 1842, sub denumirea de „Școala Domnească”, fiind cea mai veche din zona Fălticeni. Domnitorul Alexandru Ioan Cuza a vizitat de două ori această instituție de învățământ, în anii 1860 și 1864. Ulterior, în anul 1900, școala a primit numele domnitorului. 
Școala Domnească, ca instituție, și-a deschis cursurile la 2 februarie  sau 1 aprilie 1842 în casa lui Teodor Ceraski, avându-l ca profesor pe protosinghelul Neofit Scriban. Timp de 20 de ani școala a funcționat în mai multe case particulare. În anul 1862 școala a achiziționat o clădire proprie pe str. Rădășeni. Prima construcție proprie a școlii s-a inaugurat la 1 septembrie 1900, pe strada Sucevei, cunoscută acum ca „Școala veche", actuala clădire monument istoric.